# Poté
Poté este un oraș în Minas Gerais (MG), Brazilia.